# 艾兴采尔
艾兴采尔是德国黑森州的一个市镇。总面积56.00平方公里，总人口11207人，其中男性5526人，女性5681人（2011年12月31日），人口密度200人/平方公里。